# Carl Edvard Leijonhufvud
Carl Edvard Leijonhufvud, född 31 mars 1792 (alternativt 1793) i Kristianstad, död 6 mars 1870 i Vimmerby stadsförsamling, Kalmar län, var en svensk friherre, ryttmästare, gift med sin kusin friherrinnan Sophia Aurora Leijonhufvud (1794–1871). Han var far till justitiekanslern Carl Gustaf Carlsson Leijonhufvud.